# Verein für Bewegungsspiele Stuttgart 1893 1997-1998
Questa voce raccoglie le informazioni riguardanti il Verein für Bewegungsspiele Stuttgart 1893 nelle competizioni ufficiali della stagione 1997-1998.

## Stagione
Nella stagione 1997-1998 lo Stoccarda, allenato da Joachim Löw, concluse il campionato al quarto posto. In coppa di Germania il cammino dei Roten si concluse in semifinale, dove furono eliminati dal Bayern Monaco. La squadra raggiunse altresì la finale della Coppa delle Coppe, la seconda finale europea nella propria storia, ma perse col risultato di 1-0 contro gli inglesi del Chelsea. Lo Stoccarda partecipò anche alla neonata coppa di lega tedesca, in qualità di vincitore della Coppa di Germania 1996-1997, perdendo in finale contro il Bayern Monaco.

## Maglie e sponsor
|  | Casa |  | Trasferta |  | Terza divisa |

## Rosa
| N. |                                | Ruolo | Calciatore       |
| -- | ------------------------------ | ----- | ---------------- |
| 1  | Austria (bandiera)             | P     | Franz Wohlfahrt  |
| 2  | Germania (bandiera)            | D     | Martin Spanring  |
| 3  | Germania (bandiera)            | C     | Thorsten Legat   |
| 4  | Germania (bandiera)            | D     | Thomas Berthold  |
| 5  | Paesi Bassi (bandiera)         | D     | Frank Verlaat    |
| 6  | Svizzera (bandiera)            | C     | Murat Yakın      |
| 7  | Germania (bandiera)            | C     | Matthias Hagner  |
| 8  | Germania (bandiera)            | C     | Marco Haber      |
| 9  | Serbia e Montenegro (bandiera) | A     | Sreto Ristić     |
| 10 | Bulgaria (bandiera)            | C     | Krasimir Balăkov |
| 11 | Germania (bandiera)            | A     | Fredi Bobic      |
| 12 | Germania (bandiera)            | C     | Danny Schwarz    |
| 14 | Germania (bandiera)            | D     | Thomas Schneider |

| N. |                                | Ruolo | Calciatore         |
| -- | ------------------------------ | ----- | ------------------ |
| 15 | Germania (bandiera)            | A     | Matthias Becker    |
| 16 | Serbia e Montenegro (bandiera) | C     | Kristijan Đorđević |
| 17 | Germania (bandiera)            | D     | Marco Grimm        |
| 18 | Romania (bandiera)             | A     | Florin Răducioiu   |
| 20 | Croazia (bandiera)             | C     | Zvonimir Soldo     |
| 21 | Germania (bandiera)            | D     | Jochen Endreß      |
| 22 | Ungheria (bandiera)            | C     | Krisztián Lisztes  |
| 23 | Germania (bandiera)            | C     | Gerhard Poschner   |
| 25 | Germania (bandiera)            | P     | Marc Ziegler       |
| 27 | Nigeria (bandiera)             | A     | Jonathan Akpoborie |
| 28 | Germania (bandiera)            | P     | Eberhard Trautner  |
| 30 | Germania (bandiera)            | D     | Frank Posch        |
| 33 | Macedonia del Nord (bandiera)  | D     | Mitko Stojkovski   |

## Organigramma societario
Area tecnica
- Allenatore: Joachim Löw
- Allenatore in seconda: Rainer Adrion
- Preparatore dei portieri: Jochen Rücker
- Preparatori atletici: Gerhard Wörn

## Calciomercato

### Sessione estiva
| Acquisti | Acquisti           | Acquisti              | Acquisti |
| R.       | Nome               | da                    | Modalità |
| -------- | ------------------ | --------------------- | -------- |
| A        | Florin Răducioiu   | Espanyol              |          |
| A        | Jonathan Akpoborie | Hansa Rostock         |          |
| A        | Matthias Becker    | Eintracht Francoforte |          |
| C        | Michael Bochtler   | St. Pauli             |          |
| D        | Martin Spanring    | Friburgo              |          |
| C        | Murat Yakın        | Grasshoppers          |          |

| Cessioni | Cessioni           | Cessioni         | Cessioni |
| R.       | Nome               | a                | Modalità |
| -------- | ------------------ | ---------------- | -------- |
| C        | Andreas Buck       | Kaiserslautern   |          |
| C        | Sébastien Fournier | Servette         |          |
| A        | Radosław Gilewicz  | Karlsruhe        |          |
| A        | Giovane Élber      | Bayern Monaco    |          |
| D        | Hendrik Herzog     | Hertha Berlino   |          |
| A        | Marijo Marić       | Waldhof Mannheim |          |

### Sessione invernale
| Acquisti | Acquisti         | Acquisti    | Acquisti |
| R.       | Nome             | da          | Modalità |
| -------- | ---------------- | ----------- | -------- |
| D        | Mitko Stojkovski | Real Oviedo |          |

| Cessioni | Cessioni         | Cessioni   | Cessioni |
| R.       | Nome             | a          | Modalità |
| -------- | ---------------- | ---------- | -------- |
| C        | Michael Bochtler | Sturm Graz |          |

## Risultati

### Bundesliga

#### Girone di andata
| Arbitro: | Krug |

|             |           |             |
| Balăkov 22’ | Marcatori | 89’ Winkler |

| Arbitro: | Kemmling |

|                        |           |               |
| Daei 70’ Sternkopf 82’ | Marcatori | 43’ Akpoborie |

| Arbitro: | Steinborn |

|           |           |  |
| Bobic 18’ | Marcatori |  |

| Arbitro: | Heynemann |

|  |           |                                     |
|  | Marcatori | 41’ Balăkov 65’ Bobic 77’ Răducioiu |

| Stoccarda 30 agosto 1997, ore 15:30 CEST 5ª giornata | Stoccarda | 0 – 0 referto | Borussia Dortmund | Gottlieb-Daimler-Stadion (48 500 spett.)\| Arbitro: \| Fröhlich \| |
| Arbitro:                                             | Fröhlich  |               |                   |                                                                    |

| Arbitro: | Aust |

|                                     |           |                                       |
| Marschall 20’, 58’, 80’ Ratinho 55’ | Marcatori | 14’ Bobic 36’ Akpoborie 90’ Răducioiu |

| Arbitro: | Berg |

|                            |           |  |
| Bobic 18’, 20’ Balăkov 50’ | Marcatori |  |

| Arbitro: | Jansen |

|                 |           |  |
| Tyszkiewicz 77’ | Marcatori |  |

| Arbitro: | Dardenne |

|                                                 |           |                          |
| Yakın 2’ Poschner 58’ Hagner 65’ Bobic 75’, 77’ | Marcatori | 16’ Dembiński 55’ Yeboah |

| Arbitro: | Heynemann |

|                                    |           |                                              |
| Jancker 13’ Hamann 60’ Kuffour 84’ | Marcatori | 15’ (aut.) Tarnat 62’ Berthold 68’ Akpoborie |

| Arbitro: | Krug |

|                                          |           |             |
| Yakın 19’ Akpoborie 35’ Balăkov 72’, 76’ | Marcatori | 81’ Schmidt |

| Arbitro: | Kemmling |

|                                          |           |                           |
| Vlădoiu 2’, 39’ Tretschok 15’ Rösele 67’ | Marcatori | 9’ Poschner 75’ Răducioiu |

| Stoccarda 1º novembre 1997, ore 15:30 CET 13ª giornata | Stoccarda | 0 – 0 referto | Schalke 04 | Gottlieb-Daimler-Stadion (52 900 spett.)\| Arbitro: \| Koop \| |
| Arbitro:                                               | Koop      |               |            |                                                                |

| Arbitro: | Keßler |

|  |           |                           |
|  | Marcatori | 74’ Akpoborie 89’ Balăkov |

| Arbitro: | Weber |

|                          |           |           |
| Đorđević 10’ Balăkov 71’ | Marcatori | 64’ Pamić |

| Arbitro: | Wack |

|                              |           |  |
| Bobic 20’, 34’ Akpoborie 65’ | Marcatori |  |

| Arbitro: | Dardenne |

|                      |           |                         |
| Frings 61’ Brand 69’ | Marcatori | 84’ (rig.), 89’ Balăkov |

#### Girone di ritorno
| Arbitro: | Jansen |

|            |           |                                               |
| Winkler 9’ | Marcatori | 63’ Răducioiu 65’ (aut.) Gorges 89’ Akpoborie |

| Arbitro: | Aust |

|             |           |  |
| Balăkov 81’ | Marcatori |  |

| Arbitro: | Koop |

|                                                         |           |           |
| Beinlich 2’, 19’ Rink 15’, 79’ Lehnhoff 76’ Heintze 80’ | Marcatori | 34’ Bobic |

| Arbitro: | Steinborn |

|           |           |             |
| Bobic 15’ | Marcatori | 56’ Wohlert |

| Arbitro: | Berg |

|                               |           |           |
| Decheiver 23’, 43’ Kohler 29’ | Marcatori | 63’ Bobic |

| Arbitro: | Albrecht |

|  |           |             |
|  | Marcatori | 81’ Hristov |

| Mönchengladbach 28 febbraio 1998, ore 15:30 CET 24ª giornata | Borussia M'gladbach | 0 – 0 referto | Stoccarda | Bökelbergstadion (24 000 spett.)\| Arbitro: \| Keßler \| |
| Arbitro:                                                     | Keßler              |               |           |                                                          |

| Arbitro: | Jansen |

|                          |           |            |
| Lisztes 61’ Đorđević 77’ | Marcatori | 21’ Präger |

| Amburgo 14 marzo 1998, ore 15:30 CET 26ª giornata | Amburgo | 0 – 0 referto | Stoccarda | Volksparkstadion (30 516 spett.)\| Arbitro: \| Krug \| |
| Arbitro:                                          | Krug    |               |           |                                                        |

| Arbitro: | Berg |

|  |           |                                 |
|  | Marcatori | 21’ Fink 40’ Scholl 78’ Zickler |

| Arbitro: | Aust |

|                                  |           |  |
| Tchami 24’ Rekdal 44’ Preetz 71’ | Marcatori |  |

| Arbitro: | Stark |

|             |           |             |
| Lisztes 66’ | Marcatori | 84’ Polster |

| Arbitro: | Steinborn |

|                                           |           |                                             |
| Wilmots 5’ Goossens 10’ van Hoogdalem 46’ | Marcatori | 15’, 69’ Akpoborie 45’ Poschner 90’ Verlaat |

| Arbitro: | Strampe |

|                              |           |  |
| Bobic 20’ Balăkov 90’ (rig.) | Marcatori |  |

| Arbitro: | Krug |

|          |           |              |
| Dowe 26’ | Marcatori | 74’ Poschner |

| Arbitro: | Steinborn |

|                                         |           |                          |
| Hengen 8’ Régis 48’ Häßler 75’ Metz 90’ | Marcatori | 46’ Akpoborie 90’ Ristić |

| Arbitro: | Aust |

|              |           |  |
| Đorđević 74’ | Marcatori |  |

### Coppa di Germania
| Arbitro: | Friedrichs |

|  |           |           |
|  | Marcatori | 18’ Bobic |

| Arbitro: | Kemmling |

|                                     |           |  |
| Čović 26’ (aut.) Balăkov 67’ (rig.) | Marcatori |  |

| Arbitro: | Fandel |

|            |           |                                            |
| Trkulja 4’ | Marcatori | 54’ Akpoborie 56’ Bobic 76’ (rig.) Balăkov |

| Arbitro: | Fröhlich |

|  |           |                                         |
|  | Marcatori | 19’ Akpoborie 52’, 53’ Bobic 90’ Hagner |

| Arbitro: | Fandel |

|                                  |           |  |
| Hamann 14’ Scholl 21’ Tarnat 25’ | Marcatori |  |

### Coppa di Lega
| Arbitro: | Fröhlich |

|                                  |           |  |
| Hagner 11’ Balăkov 28’ Soldo 64’ | Marcatori |  |

| Arbitro: | Jansen |

|                      |           |  |
| Basler 57’ Élber 71’ | Marcatori |  |

### Coppa delle Coppe
| Arbitro: | Ashman |

|              |           |                                  |
| Ólafsson 40’ | Marcatori | 9’ Bobic 12’ Haber 70’ Akpoborie |

| Arbitro: | Kowalczyk |

|                    |           |              |
| Akpoborie 73’, 76’ | Marcatori | 81’ Lárusson |

| Arbitro: | Fisker |

|  |           |                                   |
|  | Marcatori | 44’, 63’ Bobic 57’, 77’ Akpoborie |

| Arbitro: | Pairetto |

|                          |           |                                                        |
| Verlaat 13’ Poschner 35’ | Marcatori | 44’, 83’ van Ankeren 45’ van Geneugden 73’ Karagiannis |

| Arbitro: | Pedersen |

|           |           |              |
| Vácha 40’ | Marcatori | 51’ Poschner |

| Arbitro: | García-Aranda |

|                  |           |  |
| Balăkov 10’, 90’ | Marcatori |  |

| Arbitro: | Melo Pereira |

|                         |           |              |
| Akpoborie 43’ Bobic 90’ | Marcatori | 23’ Janashia |

| Arbitro: | Nielsen |

|  |           |           |
|  | Marcatori | 24’ Bobic |

| Arbitro: | Braschi |

|          |           |  |
| Zola 71’ | Marcatori |  |

## Statistiche

### Statistiche di squadra
| Competizione      | Punti | In casa | In casa | In casa | In casa | In casa | In casa | In trasferta | In trasferta | In trasferta | In trasferta | In trasferta | In trasferta | Totale | Totale | Totale | Totale | Totale | Totale | DR  |
| Competizione      | Punti | G       | V       | N       | P       | Gf      | Gs      | G            | V            | N            | P            | Gf           | Gs           | G      | V      | N      | P      | Gf     | Gs     | DR  |
| ----------------- | ----- | ------- | ------- | ------- | ------- | ------- | ------- | ------------ | ------------ | ------------ | ------------ | ------------ | ------------ | ------ | ------ | ------ | ------ | ------ | ------ | --- |
| Bundesliga        | 52    | 17      | 10      | 5       | 2       | 27      | 12      | 17           | 4            | 5            | 8            | 28           | 37           | 34     | 14     | 10     | 10     | 55     | 49     | +6  |
| Coppa di Germania | -     | 1       | 1       | 0       | 0       | 2       | 0       | 4            | 3            | 0            | 1            | 8            | 4            | 5      | 4      | 0      | 1      | 10     | 4      | +6  |
| Coppa di Lega     | -     | 1       | 1       | 0       | 0       | 3       | 0       | 1            | 0            | 0            | 1            | 0            | 2            | 2      | 1      | 0      | 1      | 3      | 2      | +1  |
| Coppa delle Coppe | -     | 4       | 3       | 0       | 1       | 8       | 6       | 5            | 3            | 1            | 1            | 9            | 3            | 9      | 6      | 1      | 2      | 17     | 9      | +8  |
| Totale            | 52    | 23      | 15      | 5       | 3       | 40      | 18      | 27           | 10           | 6            | 11           | 45           | 46           | 50     | 25     | 11     | 14     | 85     | 64     | +21 |

### Andamento in campionato
| Giornata  | 1 | 2  | 3 | 4 | 5 | 6 | 7 | 8 | 9 | 10 | 11 | 12 | 13 | 14 | 15 | 16 | 17 | 18 | 19 | 20 | 21 | 22 | 23 | 24 | 25 | 26 | 27 | 28 | 29 | 30 | 31 | 32 | 33 | 34 |
| --------- | - | -- | - | - | - | - | - | - | - | -- | -- | -- | -- | -- | -- | -- | -- | -- | -- | -- | -- | -- | -- | -- | -- | -- | -- | -- | -- | -- | -- | -- | -- | -- |
| Luogo     | C | T  | C | T | C | T | C | T | C | T  | C  | T  | C  | T  | C  | C  | T  | T  | C  | T  | C  | T  | C  | T  | C  | T  | C  | T  | C  | T  | C  | T  | T  | C  |
| Risultato | N | P  | V | V | N | P | V | P | V | N  | V  | P  | N  | V  | V  | V  | N  | V  | V  | P  | N  | P  | P  | N  | V  | N  | P  | P  | N  | V  | V  | N  | P  | V  |
| Posizione | 9 | 14 | 6 | 4 | 5 | 8 | 5 | 7 | 5 | 6  | 4  | 5  | 5  | 4  | 3  | 3  | 3  | 3  | 3  | 3  | 3  | 4  | 5  | 5  | 5  | 5  | 5  | 5  | 6  | 6  | 5  | 4  | 5  | 4  |

Legenda:

Luogo: C = Casa; T = Trasferta. Risultato: V = Vittoria; N = Pareggio; P = Sconfitta.

### Statistiche dei giocatori
| Giocatore     | Bundesliga | Bundesliga | Bundesliga  | Bundesliga | Coppa di Germania | Coppa di Germania | Coppa di Germania | Coppa di Germania | Coppa di Lega | Coppa di Lega | Coppa di Lega | Coppa di Lega | Coppa delle coppe | Coppa delle coppe | Coppa delle coppe | Coppa delle coppe | Totale   | Totale | Totale      | Totale     |
| Giocatore     | Presenze   | Reti       | Ammonizioni | Espulsioni | Presenze          | Reti              | Ammonizioni       | Espulsioni        | Presenze      | Reti          | Ammonizioni   | Espulsioni    | Presenze          | Reti              | Ammonizioni       | Espulsioni        | Presenze | Reti   | Ammonizioni | Espulsioni |
| ------------- | ---------- | ---------- | ----------- | ---------- | ----------------- | ----------------- | ----------------- | ----------------- | ------------- | ------------- | ------------- | ------------- | ----------------- | ----------------- | ----------------- | ----------------- | -------- | ------ | ----------- | ---------- |
| J. Akpoborie  | 30         | 10         | 2           | 0          | 4                 | 2                 | 0                 | 0                 | 2             | 0             | 0             | 0             | 8                 | 6                 | 2                 | 0                 | 44       | 18     | 4           | 0          |
| K. Balăkov    | 31         | 11         | 4           | 0          | 4                 | 2                 | 0                 | 0                 | 2             | 1             | 0             | 0             | 8                 | 2                 | 0                 | 0                 | 45       | 16     | 4           | 0          |
| M. Becker     | 8          | 0          | 0           | 0          | 2                 | 0                 | 0                 | 0                 | 1             | 0             | 0             | 0             | 2                 | 0                 | 0                 | 0                 | 13       | 0      | 0           | 0          |
| T. Berthold   | 31         | 1          | 6           | 0          | 5                 | 0                 | 0                 | 0                 | 2             | 0             | 0             | 0             | 6                 | 0                 | 0                 | 0                 | 44       | 1      | 6           | 0          |
| F. Bobic      | 29         | 13         | 4           | 1          | 5                 | 4                 | 2                 | 0                 | 2             | 0             | 0             | 0             | 8                 | 5                 | 1                 | 0                 | 44       | 22     | 7           | 1          |
| M. Bochtler   | 1          | 0          | 0           | 0          | 1                 | 0                 | 0                 | 0                 | 0             | 0             | 0             | 0             | 1                 | 0                 | 0                 | 0                 | 3        | 0      | 0           | 0          |
| J. Endreß     | 17         | 0          | 2           | 0          | 1                 | 0                 | 0                 | 0                 | 0             | 0             | 0             | 0             | 6                 | 0                 | 1                 | 0                 | 24       | 0      | 3           | 0          |
| M. Grimm      | 0          | 0          | 0           | 0          | 0                 | 0                 | 0                 | 0                 | 0             | 0             | 0             | 0             | 0                 | 0                 | 0                 | 0                 | 0        | 0      | 0           | 0          |
| M. Haber      | 26         | 0          | 1           | 2          | 3                 | 0                 | 0                 | 0                 | 2             | 0             | 0             | 0             | 8                 | 1                 | 3                 | 0                 | 39       | 1      | 4           | 2          |
| M. Hagner     | 21         | 1          | 8           | 0          | 4                 | 1                 | 1                 | 0                 | 2             | 1             | 0             | 0             | 6                 | 0                 | 1                 | 0                 | 33       | 3      | 10          | 0          |
| T. Legat      | 5          | 0          | 1           | 1          | 1                 | 0                 | 0                 | 0                 | 2             | 0             | 0             | 0             | 0                 | 0                 | 0                 | 0                 | 8        | 0      | 1           | 1          |
| K. Lisztes    | 14         | 2          | 1           | 1          | 2                 | 0                 | 0                 | 0                 | 1             | 0             | 0             | 0             | 4                 | 0                 | 0                 | 0                 | 21       | 2      | 1           | 1          |
| F. Posch      | 0          | 0          | 0           | 0          | 0                 | 0                 | 0                 | 0                 | 0             | 0             | 0             | 0             | 0                 | 0                 | 0                 | 0                 | 0        | 0      | 0           | 0          |
| G. Poschner   | 31         | 4          | 7           | 0          | 5                 | 0                 | 2                 | 0                 | 2             | 0             | 0             | 0             | 8                 | 2                 | 1                 | 1                 | 46       | 6      | 10          | 1          |
| S. Ristić     | 13         | 1          | 0           | 0          | 1                 | 0                 | 0                 | 0                 | 1             | 0             | 0             | 0             | 3                 | 0                 | 0                 | 0                 | 18       | 1      | 0           | 0          |
| F. Răducioiu  | 19         | 4          | 0           | 0          | 4                 | 0                 | 0                 | 0                 | 0             | 0             | 0             | 0             | 3                 | 0                 | 0                 | 0                 | 26       | 4      | 0           | 0          |
| T. Schneider  | 18         | 0          | 5           | 0          | 3                 | 0                 | 0                 | 0                 | 0             | 0             | 0             | 0             | 5                 | 0                 | 1                 | 0                 | 26       | 0      | 6           | 0          |
| D. Schwarz    | 12         | 0          | 2           | 0          | 3                 | 0                 | 0                 | 0                 | 1             | 0             | 0             | 0             | 3                 | 0                 | 0                 | 0                 | 19       | 0      | 2           | 0          |
| Z. Soldo      | 29         | 0          | 4           | 0          | 4                 | 0                 | 1                 | 0                 | 2             | 1             | 1             | 0             | 7                 | 0                 | 2                 | 0                 | 42       | 1      | 8           | 0          |
| M. Spanring   | 11         | 0          | 4           | 0          | 0                 | 0                 | 0                 | 0                 | 0             | 0             | 0             | 0             | 4                 | 0                 | 2                 | 0                 | 15       | 0      | 6           | 0          |
| M. Stojkovski | 8          | 0          | 1           | 0          | 0                 | 0                 | 0                 | 0                 | 0             | 0             | 0             | 0             | 3                 | 0                 | 0                 | 0                 | 11       | 0      | 1           | 0          |
| E. Trautner   | 0          | 0          | 0           | 0          | 0                 | 0                 | 0                 | 0                 | 0             | 0             | 0             | 0             | 0                 | 0                 | 0                 | 0                 | 0        | 0      | 0           | 0          |
| F. Verlaat    | 30         | 1          | 7           | 0          | 5                 | 0                 | 2                 | 0                 | 1             | 0             | 0             | 0             | 8                 | 1                 | 2                 | 0                 | 44       | 2      | 11          | 0          |
| F. Wohlfahrt  | 32         | 0          | 0           | 0          | 5                 | 0                 | 0                 | 0                 | 2             | 0             | 0             | 0             | 7                 | 0                 | 0                 | 0                 | 46       | 0      | 0           | 0          |
| M. Yakın      | 23         | 2          | 8           | 1          | 4                 | 0                 | 1                 | 0                 | 1             | 0             | 0             | 0             | 6                 | 0                 | 0                 | 1                 | 34       | 2      | 9           | 2          |
| M. Ziegler    | 2          | 0          | 0           | 0          | 0                 | 0                 | 0                 | 0                 | 0             | 0             | 0             | 0             | 2                 | 0                 | 0                 | 0                 | 4        | 0      | 0           | 0          |
| K. Đorđević   | 17         | 3          | 3           | 0          | 4                 | 0                 | 0                 | 0                 | 1             | 0             | 0             | 0             | 5                 | 0                 | 1                 | 0                 | 27       | 3      | 4           | 0          |